# Programmone
Programmone è un programma radiofonico italiano ideato e condotto da Nino Frassica con Francesco Scali a fare da "spalla" per la regia di Leonardo Sinibaldi, in onda su Rai Radio 2 da giugno 2015 e della durata di un'ora circa.
È una trasmissione comica in cui il comico siciliano viene spalleggiato da Francesco Scali, Barbara Cavalli, Benito Urgu con la partecipazione straordinaria di Mario Marenco, Giorgio Bracardi, Maccio Capatonda, Nicola Vicidomini, Renato Pozzetto, Massimo Bagnato, Maurizio Ferrini, Valerio Lundini, Vanni Baldini, Mario Caruso, Nicola Leugio. Il programma è anche caratterizzato dalle ospitate di personaggi dello spettacolo e dalle continue incursioni di altri comici.